# ダフニスとクロエ (ロンゴス)

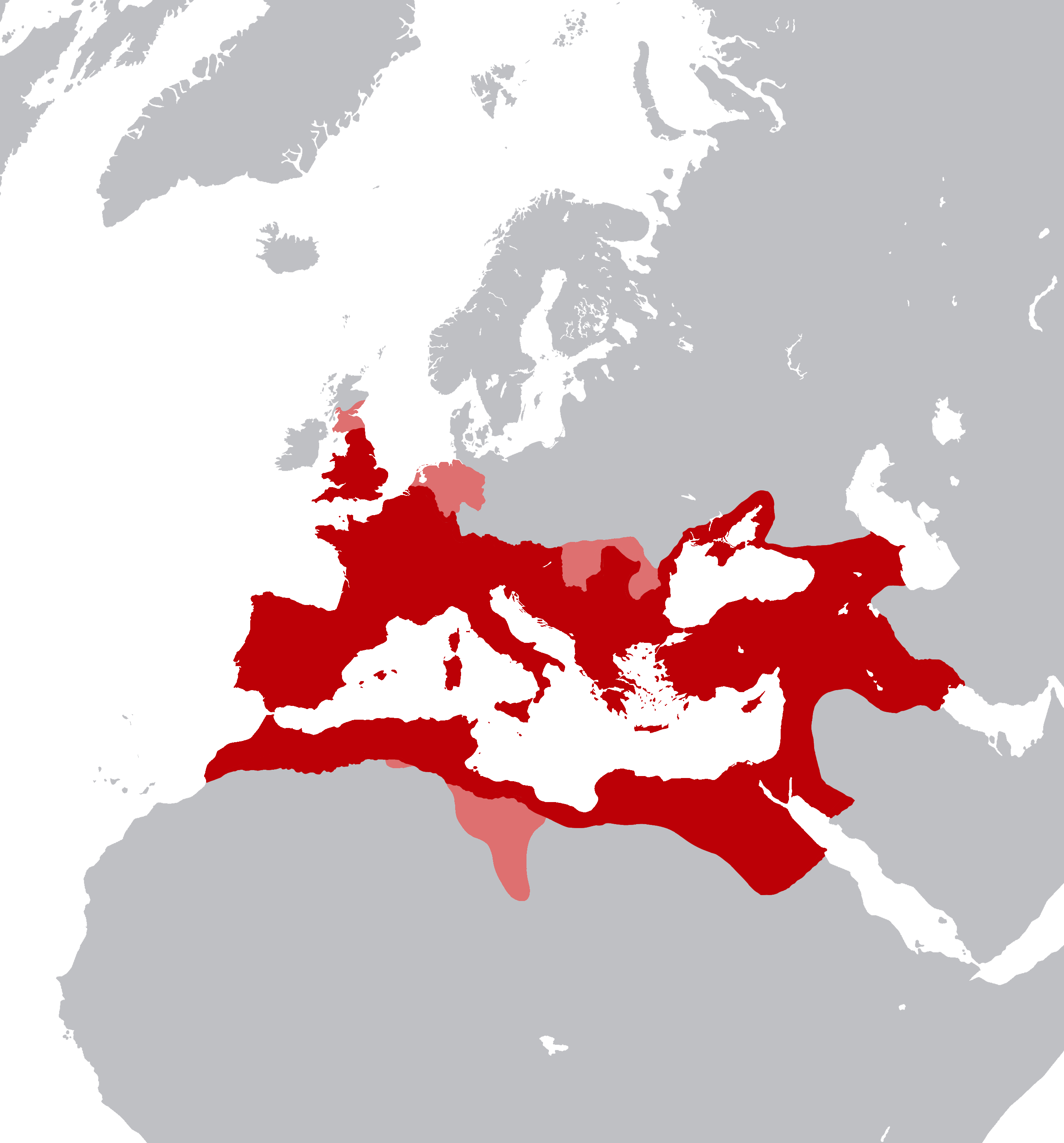
西暦117年当時のローマ帝国の最大版図
2世紀までに間接的に支配した地域

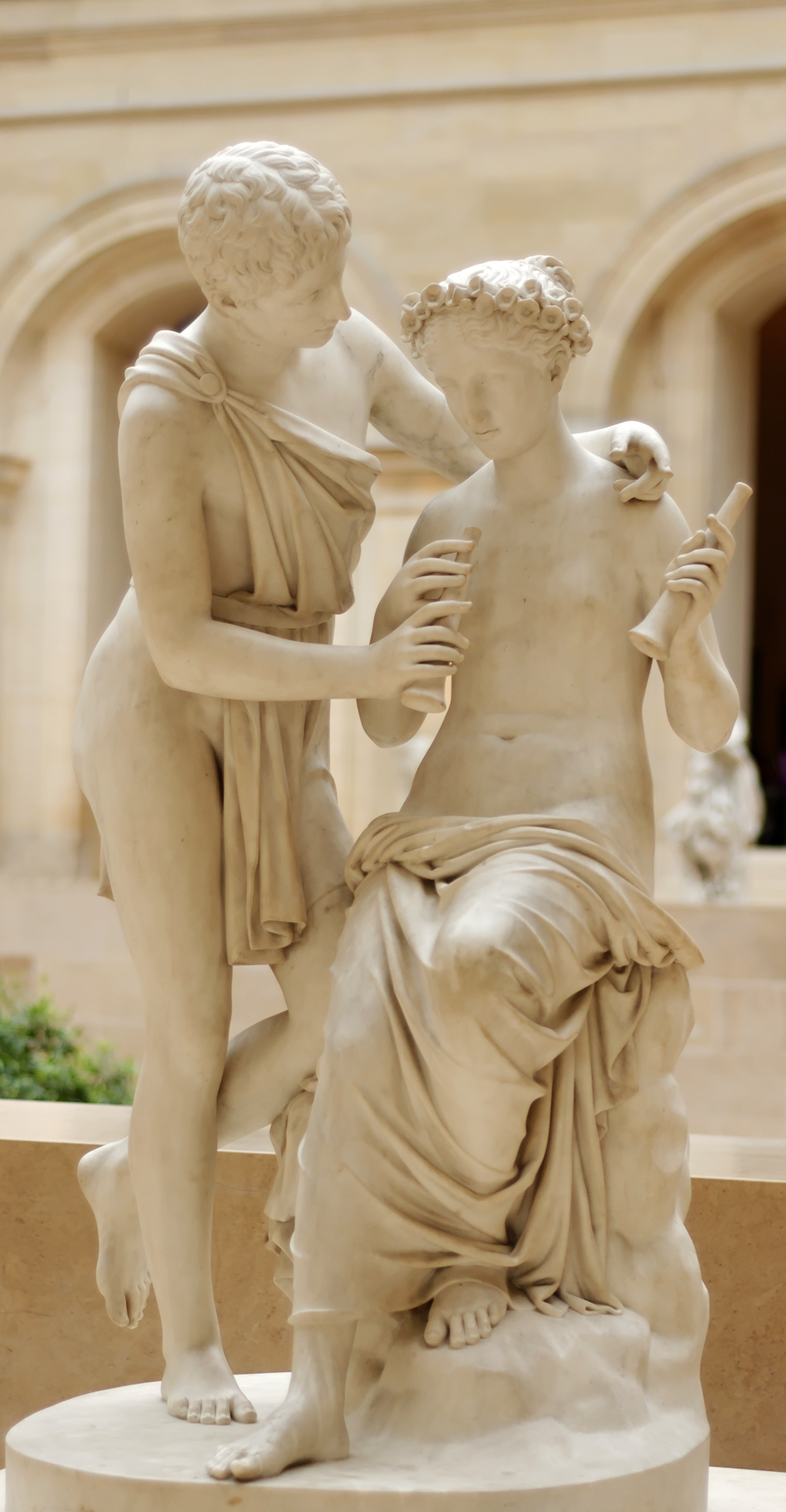
フランスの彫刻家ジャン＝ピエール・コルトーの作品『ダフニスとクロエ』（ルーヴル美術館所蔵）

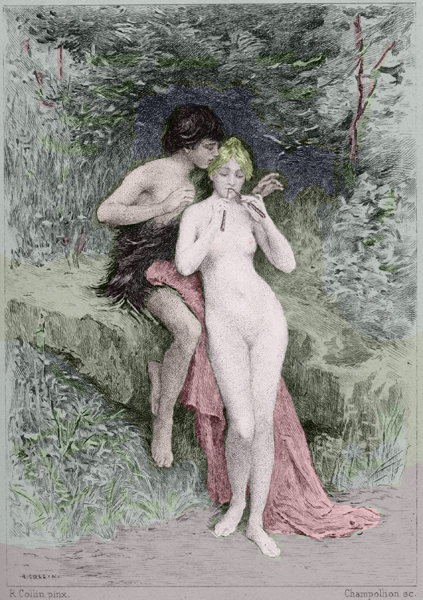
フランスの画家ラファエル・コランの作品『ダフニスとクロエ』

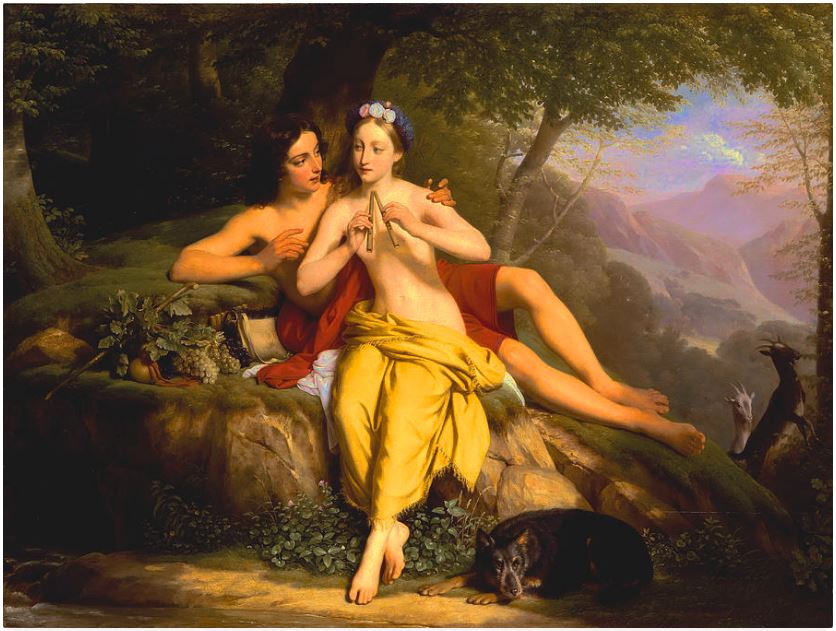
フランスの画家ルイーズ・マリ＝ジャンヌ・エルサンの『ダフニスとクロエ』、1810年代

『ダフニスとクロエ』（古代ギリシア語: Ποιμενικὰ κατὰ Δάφνιν  καὶ Χλόην、もしくは Δάφνις  καὶ Χλόη）は、2世紀末から3世紀初頭にローマ帝国で書かれた古代ギリシアの小説、物語。ロンゴス（Λόγγος ; ラテン語表記では Longus、生没年不詳）が作者とされるがその人生はほとんどわかっていない。（ローマ帝国領土図参照）
全4巻がほぼ完全な形で現存しており、ローマ帝国領内のエーゲ海に位置するレスボス島の牧歌的な情景を舞台に、少年と少女に芽生えた純真な恋とその成就が、恋敵との諍い・海賊の襲撃・都市国家間の戦争などの逸話を絡めて、抒情豊かに描かれている。
何度か映画化されているが、日本では、1963年ニコス・コンドゥロス監督によるギリシアの映画が『春のめざめ』の題で公開されている。

## 登場人物
- ダフニス
- クロエ
- ラモン - 山羊飼い。 ダフニスの養父
- ドリュアース - クロエの養父
- ドルコン - 牛飼いの青年。ダフニスの恋敵
- フィレータス - 老人
- リュカイニオン - 年増女
- ディオニュソファネス - ミュティレネの富豪。ダフニスらの住む村一帯の持ち主
- クレアリステ - その妻
- アステュロス - その息子
- グナトーン - ディオニュソファネスの雇い人で男色家
- ランピス - 牛飼い。クロエの求婚者
- メガクレス - ミュティレネの富豪

　など

## 関連文献
- ロンゴス / 松平千秋訳『ダフニスとクロエー』
  - 岩波書店（岩波文庫）1987年。ISBN 4003211219
  - （普及版）2005年。ISBN 978-4000082167
  - （特製版）2005年。ISBN 978-4000082174
    - 普及版と特製版はマルク・シャガールの絵入り。
- ロンゴス / 呉茂一訳『ダフニスとクロエー 牧人の恋がたり』
  - 養徳社、1948年。NDLJP:1690038
  - 角川書店（角川文庫）1951年。NDLJP:1690543。改版多数。
  - グーテンベルク21（電子出版）2015年。標題は『ダフニスとクロエ』。
- ロンギュス、クーリエ[注 1] / 川路柳虹訳『ダフニスとクロエ』日本教文社（世界文庫）1949年。NDLJP:1705557
- ロングス、クウリエ / 江口清訳『ダフニスとクロエ』思索社（思索選書）、1949年。NDLJP:1705337
- ロングス/ 矢野目源一訳「ダフニスとクロエ」『世界短篇小説大系 古代篇』近代社、1925年。NDLJP:979032/69
- 中谷彩一郎『『ダフニスとクロエー』の世界像　古代ギリシアの恋物語』慶應義塾大学教養研究センター選書、2022年。新書判での作品論